# Il monastero delle consolatrici
Il monastero delle consolatrici è un romanzo dell'autore italiano Giuseppe Pederiali, uscito postumo nel 2014.

## Trama
Tornando a casa dal suo lavoro come guardia notturna, Nara Ranucci, un'ex ragazza madre di Finale Emilia, vede una giovane riversa in un fosso. Si ferma a controllare e la trova ancora viva: si tratta di una prostituta rumena di nome Irina, abbandonata in piena campagna dai suoi protettori che l'hanno picchiata per darle una lezione. Nara ne ha compassione e l'accoglie nella casa dove abita col figlio Dimes, che però presto dovrà abbandonare perché morosa da molti mesi. 
Dimes, che s'innamora subito di Irina, l'accompagna al villino dove abitava con altre prostitute, alla periferia di Modena, per farla recuperare i suoi effetti personali e il denaro che aveva messo da parte, con l'aiuto della sua amica Bianca, una prostituta africana, che accetta di andare con loro quando i protettori si accorgono che Irina è stata lì. Per far fronte alle necessità economiche della comunità che si è così formata, Nara propone in modo scherzoso di aprire un casino; Nara raccoglie il suggerimento e lo rielabora in modo suo, pensando di sfruttare l'ospitalità di Silvano Polacchini, un anziano agricoltore da sempre innamorato di lei che possiede l'ex convento di Santa Maria della Consolazione, fuori dalla cittadina: nel loro bordello non si consumeranno atti sessuali tra clienti e prostitute, ma gli uomini che desiderano un po' di affetto godranno dell'attenzione delle consolatrici che reciteranno loro poesie d'amore. Silvano accetta la proposta di Nara e suggerisce d'ingaggiare come maîtresse l'ottantanovenne Angiolina Silvestri detta l'Attrice, in gioventù attrice di fotoromanzi e, a quanto pare, anche prostituta d'alto bordo. L'anziana accetta e il casino può entrare in funzione.
I primi clienti sono due camionisti, un pugliese e un rumeno, che dopo un pranzo a base di tagliatelle e salame si appartano con Bianca e Nara, scoprendo con stupore che le prestazioni consistono nella recita di poesie d'amore; dimostrano comunque di apprezzare la cosa e la voce si sparge. Avendo avuto notizia di tale attività, va a far visita all'ex monastero il prete don Ottavio, a cui viene spiegata la particolarità del bordello; non ravvisandovi alcunché di peccaminoso, il sacerdote lo benedice. Don Ottavio ha mostrato simpatia per Bianca e per Troia, la scrofa di Silvano, che nei giorni successivi mostra segni di deperimento; visitata dalla veterinaria Wanda Cattabriga, il suo malessere viene attribuito alla mancanza di un compagno, come se l'animale si fosse accorto della nuova atmosfera che si respira nel complesso.
Anche molti cittadini benpensanti di Finale si preoccupano del casino, e presentano alla stazione dei carabinieri una petizione per farlo chiudere. Il maresciallo Zucchi, l'appuntato Manfredi e il carabiniere Sodano vanno a fare un sopralluogo e si rendono conto anch'essi che non vi si esercita il meretricio.
Credendo che il monastero sia ancora abitato da suore, vi chiede ospitalità Clelia, una ragazza ventunenne che ha girato diversi film pornografici ma che vorrebbe prendersi una pausa di riflessione. Le viene spiegato che la struttura non è più un convento, ma che se accetta le sue regole può rimanervi, come in effetti succede. Arriva poi a stabilirvisi Sandra, un'amica di Bianca e Irina che lavorava come volontaria con le prostitute; l'indomani sambra però che Sandra abbia lasciato il posto ad un uomo di nome Sandro, che spiega a Dimes e Silveno la verità: è un ermafrodito, che assume a giorni alterni un'identità maschile oppure femminile.
Una visita sgradita è quella da parte di Baniamin e Luvar, gli ex protettori di Irina e Bianca, che intendono portarsi via le ragazze, ma sono affrontati da Dimes con una doppietta e se ne vanno a mani vuote; tuttavia, quando Irina scopre che suo figlio Michele è stato preso dalla signora Mamaliga, loro alleata, decide di tornare a lavorare per loro. Per impedire che ciò avvenga, Dimes e Sandro vanno a recuperare il bambino, che è costretto dalla Mamaliga a chiedere l'elemosina in centro a Modena, e lo portano con sé senza incontrare un'effettiva resistenza. Luvar e Beniamin però non si perdono d'animo e decidono di rapire nottetempo una persona a caso della piccola comunità per riavere indietro Irina, Bianca e Michele, ma al buio non si accorgono di aver invece prelevato la mummia di suor Barbara, un'antica badessa del convento che vi era stata seppellita in una camera segreta. La salma viene ritrovata dalla polizia in località Bruciata, dove battono molte prostitute, sistemata su una seggiola come per ischerzo.
Don Ottavio, che dal vescovo è stato minacciato di trasferimento a Fiumalbo, sull'Appennino, decide di sposare Bianca e di fare il viaggio di nozze in Africa. Altri matrimoni ne seguono: quello di Dimes con Irina, che nonostante i suoi propositi di non innamorarsi più ha deciso di cedere alle profferte del giovane, e quello di Silvano con Nara. Prima però accade che Dimes liberi le rane, importate dalla Cina, di un allevamento di Casumaro per impedire che vengano mangiate, e che la cosa susciti l'attenzione delle forze dell'ordine). 
Il monastero viene visitato dal giornalista e poeta Antonio Brostolini, che rimprovera alle consolatrici di escludere dal loro repertorio le poesie in dialetto, e, allo scopo di fare una riparazione, dall'idraulico Gustavo Orlandi. Questi si lascia sfuggire di andare spesso in Thailandia per del turismo sessuale con ragazzine. Per punirlo, le donne decidono di organizzargli un'apparizione della mummia di suor Barbara (che molti nella zona hanno soprannominato Santa Bruciata). Mentre, terrorizzato a morte, scavalca il cancello del suo giardino per rientrare in casa, finisce coll'evirarsi.
Un giorno, Michele va a giocare nella golena del Panaro in piena e viene risucchiato nel fiume. Angiolina, che da giovane era una forte nuotatrice, si getta nella corrente e riesce a salvare il bambino, ma lo sforzo è eccessivo per il suo cuore di novantenne, che ha da poco ha scoperto che Silvano è il figlio che aveva ripudiato da giovane. Dopo la morte di Angiolina, anche Clelia se ne va, avendo ripreso interesse per il sesso, e così, non avendo più con sé nemmeno Bianca, Nara decide di chiudere l'attività.

## Personaggi
- Nara Ranucci: donna quarantaseienne di Finale Emilia, che all'inizio della vicenda fa la guardia notturna. All'età di vent'anni era stata messa incinta da Gino, un trentenne di Bondeno che aveva appena conosciuto e col quale aveva rifiutato di fidanzarsi. La sua gravidanza, di cui nessuno conosceva il responsabile, aveva contribuito alla diffusione di voci, già circolanti ma del tutto infondate, secondo cui Nara sarebbe stata una prostituta di professione.
- Dimes Ranucci: figlio ventiseienne di Nara Ranucci e Gino. È laureato in scienze biologiche ma non ha ancora un lavoro; è un grande appassionato di anfibi.
- Irina Broasca: giovane romena di Săpânța, attirata in Italia con l'inganno e avviata alla prostituzione. È la madre di un bambino di nome Michele, che ha fatto venire dal suo paese natale. Ha i capelli biondi raccolti in dreadlocks.
- Bianca: prostituta africana, nativa della Nigeria. È rimasta nei suoi ricordi con un'idea trasfigurata dell'Africa. Si è sempre rifiutata di imparare a leggere e scrivere, ritenendo che dalla parola scritta drivassero i mali del suo paese.
- Silvano Polacchini, nato Silvano Silvestri: figlio di Angiolina Silvestri, che l'ha abbandonato per correr dietro ai suoi sogni di celebrità. Dopo la morte della nonna materna rimane abbandonato a sé stesso e viene accolto nella comunità di Nomadelfia di don Zeno Saltini. Alla sua madre di elezione Renata Bertoni racconta che sotto la terra della Bassa modenese ci sarebbe un Grande Buco, un mare sotterraneo nel quale si sarebbero rifugiate le creature delle vecchie fole come le anguane e la bosma, e che lui l'avrebbe raggiunto tramite un passaggio segreto. Quando Nomadelfia si trasferisce in Toscana, Silvano rimane in Emilia, dove vivacchia recuperando residuati bellici. Un giorno, l'esplosione di una granata gli fa perdere una mano; si salva ma rimane mutilato e si dedica all'attività di rigattiere, e in questa veste fa la conoscenza di Carlo Polacchini, il cui figlio Matteo ha subito un trapianto di mano da parte del celebre chirurgo Montanari: la stessa mano che Silvano aveva perso e che era stata raccolta da un contadino di Quarantoli. Per questo fatto, Silvano rimane con i Polacchini e ne viene adottato, diventando il loro erede dopo la morte di Matteo. Nel 1978 vede Nara da ragazzina e se ne innamora, dichiarandole che l'avrebbe aspettata.
- Angiolina Silvestri detta l'Attrice: all'età di sedici anni ha avuto un figlio, Silvano. Nel 1944, desiderosa di entrare nel mondo del cinema, si era recata a Venezia dove aveva incontrato la famosa attrice Luisa Ferida. L'anno successivo l'aveva ricercata a Milano, solo per apprendere che era stata fucilata dai partigiani. S'impiega allora come donna di servizio. Qualche anno dopo partecipa al concorso di bellezza di Miss Idroscalo, arrivando tra le prime tre e venendo notata dall'agente teatrale Osvaldo Tancredi, che le procura una scrittura al Teatro Alcione come ballerina, col nome d'arte di Lucy Bell. Dal palcoscenico passa poi ai fotoromanzi, col nome di Wilma Pizzi; in seguito al suo licenziamento, si mette a lavorare in una casa d'appuntamenti col nome di Verbena Rossi, dapprima ancora a Milano, poi, dopo che è stata schedata dalla polizia, a Bologna. In vecchiaia vive con una badante a Ferrara, da dove riparte avendo accettatto la proposta di Nara di lavorare al casino per dargli un tocco di classe.
- Don Ottavio: prete nativo di Comacchio. Pareva destinato ad una folgorante carriera nella Curia romana, ma un articolo pubblicato sulla rivista Spiritualità Cattolica, nel quale teorizzava che anche gli animali possedessero un'anima immortale, l'aveva fatto cadre in disgrazia, col risultato che era stato mandato nella Bassa modenese a fare il vice-viceparroco.
- Clelia Serra: ragazza di Sassuolo che all'età di diciotto anni desiderava sfondare nel mondo dello spettacolo. Spinta dalla madre, ha accettato le offerte di Aurelio Annovi, un produttore veronese di film pornografici, che ha interpretato col nome d'arte di Falena De Nittis.
- Sandro/Sandra Gavioli: ermafrodito che vive a giorni alterni la sua identità maschile e femminile, sulla base di cambiamenti di tipo fisico e caratteriale. Apparentemente un maschio normale fino all'età di dodici anni, gli si è poi sviluppata anche una vulva. La sua parte maschile è innamorata della sua controparte femminile, e si strugge per non potersi mai ricomporre.
- Puja: cagnetta dei Ranucci.
- Troia: scrofa di sei-sette anni, tenuta da Silvano come animale da compagnia.
- Wanda Cattabriga: veterinaria di Finale Emilia, che visita Troia in diverse occasioni.
- Baniamin: sfruttatore della prostituzione rumeno.
- Luvar: sfruttatore della prostituzione albanese.
- Mamaliga: una donna anziana dall'aria dimessa, capelli ossigenati, [...] enorme culo.[1] È la proprietaria del villino dove alloggiano le prostitute di Baniamin e Luvar e loro socia in affari.
- Michele: figlio di Irina, di cinque-sei anni. Dalle colleghe di lavoro ha appreso un linguaggio molto sboccato, delle cui volgarità non si rende conto.
- Antonio Brostolini: giornalista della Gazzetta di Modena e poeta dialettale.
- Gustavo Orlandi: idraulico cinquantacinquenne di Finale Emilia, che dietro un'apparenza di rispettabilità si rivela essere un turista sessuale e un pedofilo, cose che non gli danno remore morali perché le vede come un modo per aiutare le famiglie delle ragazzine con le quali s'intrattiene, che hanno una considerazione della donna diversa da quella degli occidentali.

## Edizioni
- Giuseppe Pederiali, Il monastero delle consolatrici, Narratori moderni, Milano, Garzanti, 2014,  p. 290, ISBN 978-88-11-68439-8.
- Giuseppe Pederiali, Il monastero delle consolatrici, Elefanti bestseller, Milano, Garzanti, 2016,  p. 290, ISBN 978-88-11-67108-4.